# روبرت فرانكلين جون
روبرت فرانكلين جون هو سياسي كندي، ولد في 1851، وتوفي في 29 مايو 1905.